# NGC 2158
NGC 2158 هي مجرة تتبع كوكبة التوأمان. اكتشفها ويليام هيرشل في 16 نوفمبر 1784.

## روابط خارجية
- NGC 2158 على موقع ويكي سكاي: DSS2, SDSS, GALEX, IRAS, Hydrogen α, X-Ray, Astrophoto, Sky Map, Articles and images